# Baixo Curu (tiểu vùng)
Baixo Curu là một tiểu vùng thuộc bang Ceará, Brasil. Tiều vùng này có diện tích 1439 km², dân số năm 2007 là 88114 người.